# Krâchéh
Krâchéh (khm. ក្រចេះ) – miasto w Kambodży; stolica Krâchéh; według danych szacunkowych na rok 2009 liczy 19 864 mieszkańców.